# 1197

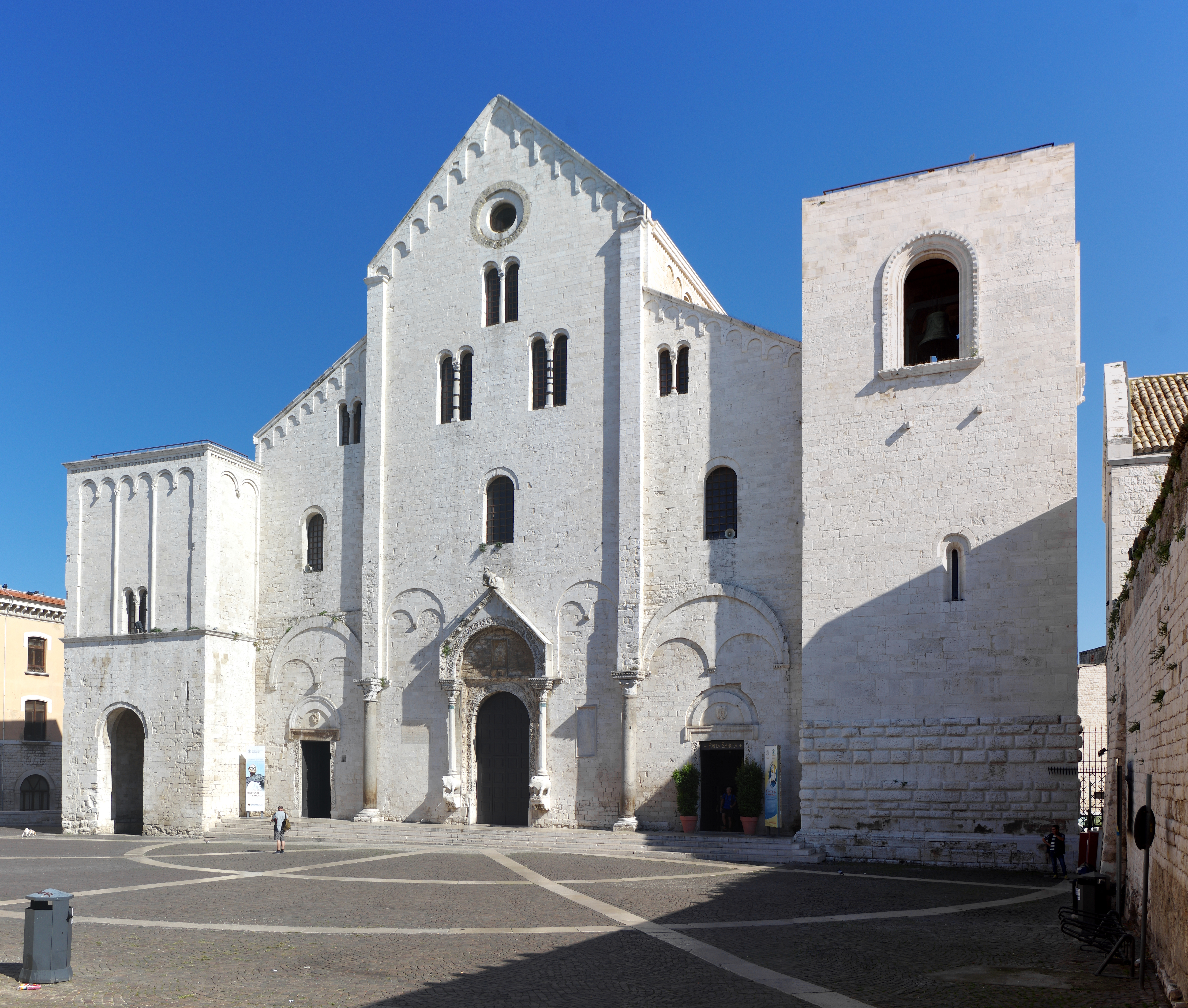
De Sint-Nicolaasbasiliek in Bari, ingewijd 1197

Het jaar 1197 is het 97e jaar in de 12e eeuw volgens de christelijke jaartelling.

## Gebeurtenissen
- Kruistocht van 1197: Een groep Duitse kruisvaarders onder keizer Hendrik VI reist naar het Heilige Land.
  - 22 september - Een groep kruisvaarders onder Koenraad van Wittelsbach, Hendrik van Kalden en Hendrik I van Brabant landt in Akko.
  - 28 september - Hendrik overlijdt onderweg in Messina.
  - De kruisvaarders veroveren Sidon, Beiroet en Toron, maar Toron gaat korte tijd later weer verloren.
- Na het overlijden van keizer Hendrik VI zijn er twee kandidaten voor zijn opvolging, zijn broer Filips van Zwaben en de Welf Otto van Brunswijk.
- Filips van Zwaben trouwt met Irena Angela.
- Boudewijn van Boekel vestigt zich als kluizenaar in Klein-Sinaai. De door hem gestichte kloostergemeenschap groeit al snel uit tot de abdij van Boudelo.
- Stadsbrand in Münster.
- oudst bekende vermelding: Mellery, Pfaffenhofen, Voorde, Wevelgem

## Opvolging
- Bohemen - Hendrik Břetislav opgevolgd door zijn neef Wladislaus Hendrik, op zijn beurt opgevolgd door diens broer Ottokar I
- Bulgarije - Peter IV opgevolgd door zijn broer Kalojan
- Champagne - Hendrik II opgevolgd door zijn broer Theobald III
- Luxemburg - Otto I van Bourgondië opgevolgd door Ermesinde II
- Malta - Margaritus van Brindisi opgevolgd door Guiglielmo Grasso
- Moravië-Brno - Spytihněv opgevolgd door Wladislaus Hendrik
- Moravië-Znaim - Hendrik Břetislav opgevolgd door Wladislaus Hendrik
- Utrecht - Arnold van Isenburg opgevolgd door tegenbisschop Dirk van Holland, op zijn beurt opgevolgd door Dirk van Are

## Geboren
- juli - Raymond VII, graaf van Toulouse
- 22 oktober - Juntoku, keizer van Japan (1210-1221)
- Amadeus IV, graaf van Savoye
- Gonzalo de Berceo, Castiliaans dichter (jaartal bij benadering)
- Yusuf al-Mustansir, kalief van de Almohaden (1213-1224) (jaartal bij benadering)

## Afbeeldingen

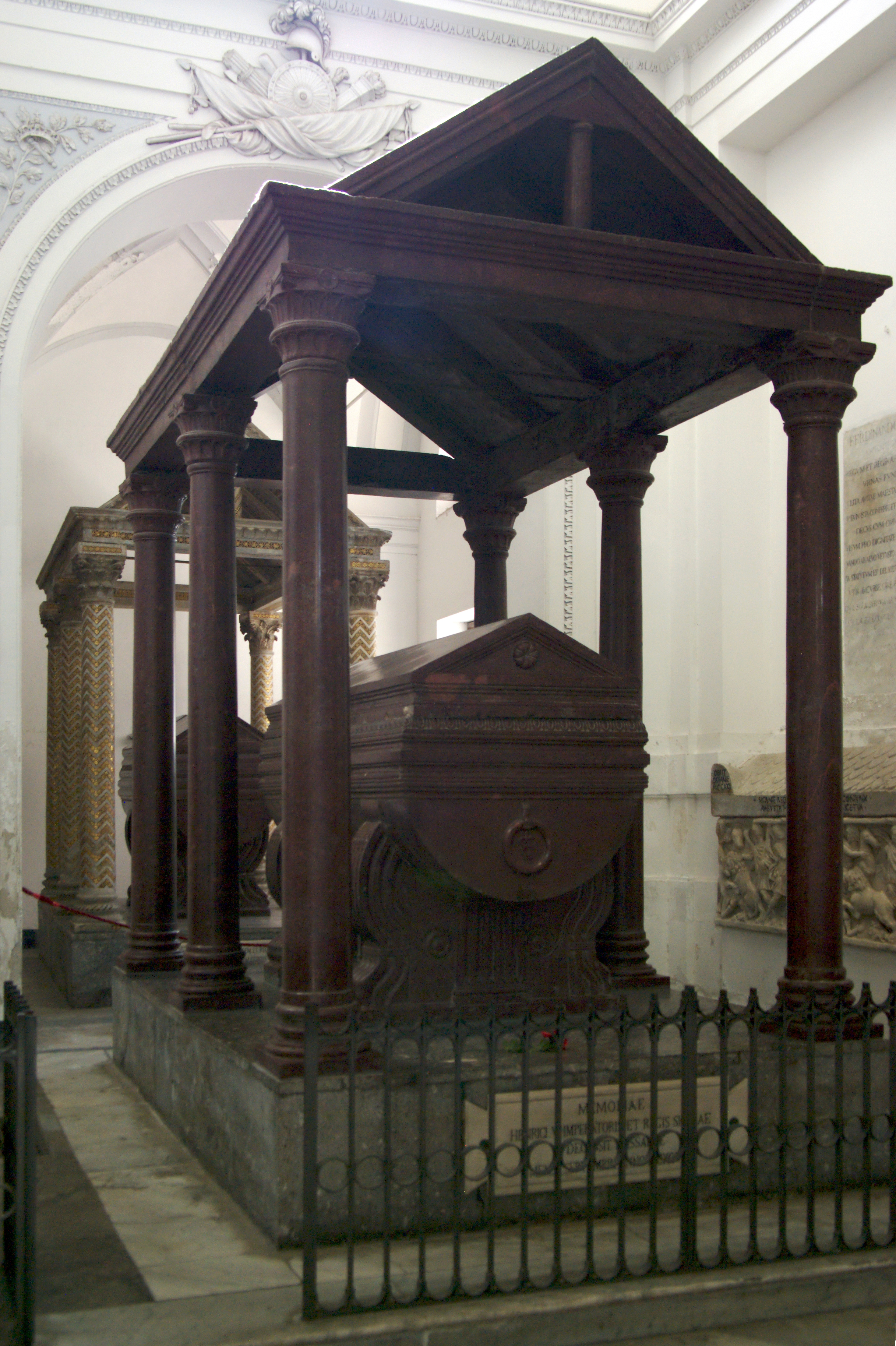
Graftombe van Hendrik VI
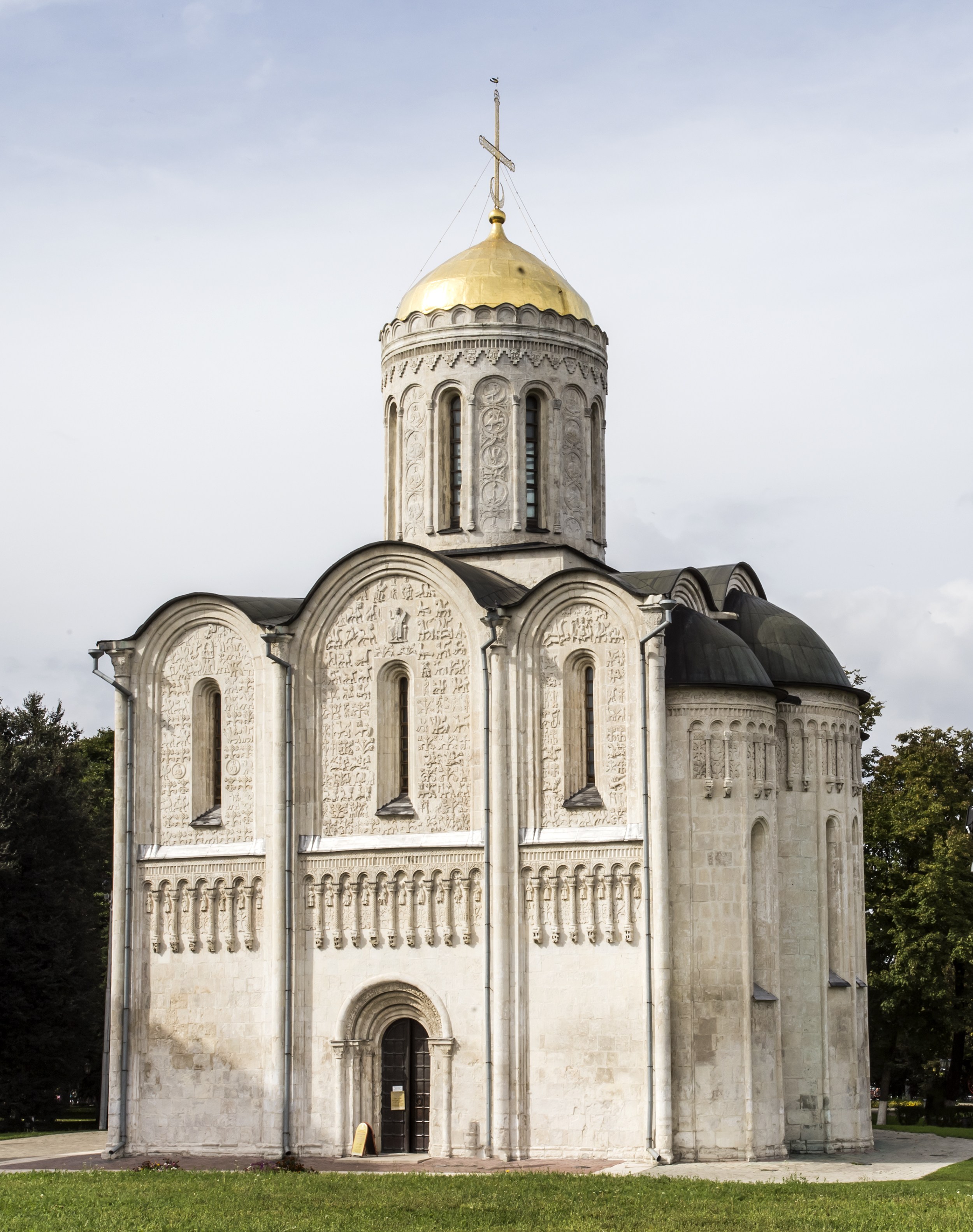
De Demetriuskathedraal in Vladimir, voltooid ca. 1197

## Overleden
- 28 augustus - Dirk van Holland, bisschop van Utrecht (1197)
- 10 september - Hendrik II van Champagne (31), graaf van Champagne, echtgenoot van Isabella van Jeruzalem (val)
- 22 september - Petrus Cantor, Frans theoloog
- 28 september - Hendrik VI (27), koning en keizer van Duitsland (1169/1190/1191-1197) (koortsaanval)
- 14 oktober - Ermengarde van Narbonne, burggravin van Narbonne
- 13 november - Homobonus, Italiaans handelaar en weldoener, en heilige
- Arnold van Isenburg, bisschop van Utrecht (1196-1197)
- Gertrude van Beieren, echtgenote van Knoet II van Denemarken
- Hendrik Břetislav, hertog van Bohemen (1193-1197)
- Hendrik II van Oldenburg-Wildeshausen, Duits edelman
- Margaretha van Frankrijk, echtgenote van Hendrik II van Engeland en Béla III van Hongarije
- Margaritus van Brindisi, graaf van Malta (1190-1197)
- Peter IV, tsaar van Bulgarije (1185/1196-1197) (vermoord)
- Adelheid van Frankrijk (~46), echtgenote van Theobald V van Blois (jaartal bij benadering)
- Stephanie van Milly, Jeruzalems edelvrouw (jaartal bij benadering)